# 中内村
中内村（なかないむら）は、昭和29年（1954年）まで岩手県和賀郡にあった村。現在の花巻市東和町中内・東和町石持・東和町上浮田・東和町下浮田・東和町落合・東和町小通・東和町駒籠・東和町毒沢・東和町南成島・東和町宮田にあたる。

## 沿革
- 明治22年（1889年）4月1日 - 町村制施行にともない、中内村・石持村・浮田村・落合村・小通村・駒籠村・毒沢村・南成島村・宮田村の計9か村が合併して新制の東和賀郡中内村が発足。
- 1897年（明治30年）4月1日 - 郡の統合により東和賀郡と西和賀郡が合併し、和賀郡が復活[1]。和賀郡中内村となる。
- 昭和30年（1955年）1月1日 - 土沢町、小山田村、谷内村と合併し、東和町となる。

## 行政
- 歴代村長

| 代     | 氏名       | 就任                       | 退任                       | 備考 |
| ------ | ---------- | -------------------------- | -------------------------- | ---- |
| 1      | 平野嘉八郎 | 明治22年（1889年）         | 明治25年（1892年）         |      |
| 2      | 藤井寛蔵   | 明治25年（1892年）         | 明治29年（1896年）         |      |
| 3      | 宮川豊吉   | 明治30年（1897年）10月20日 | 明治31年（1898年）7月25日  |      |
| 4      | 平野嘉八郎 | 明治31年（1898年）7月26日  | 明治33年（1900年）5月23日  | 再任 |
| 5      | 小原録郎   | 明治33年（1900年）5月24日  | 明治41年（1908年）7月29日  |      |
| 6      | 千田積人   | 明治41年（1908年）7月30日  | 明治45年（1912年）7月29日  |      |
| 7      | 小原録郎   | 明治45年（1912年）7月30日  | 大正5年（1916年）7月29日   | 再任 |
| 8〜12  | 千田稲城   | 大正5年（1916年）8月7日    | 昭和9年（1934年）1月23日   |      |
| 13     | 藤井省吾   | 昭和9年（1934年）2月8日    | 昭和11年（1936年）1月10日  |      |
| 14     | 小原寛一   | 昭和11年（1936年）2月1日   | 昭和11年（1936年）2月3日   |      |
| 15〜16 | 佐々木省三 | 昭和11年（1936年）3月28日  | 昭和19年（1944年）3月27日  |      |
| 17     | 千葉喜久造 | 昭和19年（1944年）4月4日   | 昭和21年（1946年）11月23日 |      |
| 18〜19 | 小原吾一   | 昭和22年（1947年）4月5日   | 昭和29年（1954年）12月31日 |      |